# Línguas muras
As línguas muras (também línguas mura-pirrahã) constituem uma família de línguas ameríndias do Brasil. Antes de tudo, os  múras vivem em terras indígenas, no Amazonas, nas proximidades do rio Amazonas, Madeira e Púrus. Porém, devido a urbanização, alguns indígenas deixam as aldeias para viver a vida inativa nos centros urbanos regionais, como Altazes, Borba, Manaus e entre outras regiões. Os Múras  possuem ampla mobilidade territorial para percorrer entre os igarapés, ilhas, furos, e lagos. O histórico linguístico, cultural e demográfico do povo nativo Múra, tiveram perdas grandes, assim como outros povos indígenas que lutam para sobreviver contra os invasores que tentam tomar as terras e obter fins lucrativos.
À lutas para a realização na tentativa de recuperar a língua materna, pois, alguns Múra já associam uma língua chamada Nheengatú( língua geral Amazônica) , como a língua fala por eles. Nheengatú é a língua utilizada para manter o contato com outros povos indígenas, negros e brancos. Por fim, a recuperação da língua nativa se torna difícil.

## Línguas
As línguas muras são:
- Língua bohurá (ou mura)
- Língua pirahã (ou pirarrã)
- Língua yahahí

## Comparações lexicais

### Comparações internas
Comparação de palavras pirarrã (Heinrichs 1963) e mura/bohurá (Hanke 1950):
| Português | Pirarrã            | Mura                  |
| --------- | ------------------ | --------------------- |
| cabeça    | á²pai¹             | apai                  |
| cabelo    | a²paí²tai²¹        | apaité                |
| orelha    | aó²pai²            | apuí                  |
| olho      | aó²pai¹            | kosé                  |
| nariz     | i²taó²pai¹         | taú-i                 |
| boca      | kaó²pai²           | kauí                  |
| língua    | í²po¹pai²          | ipúi                  |
| dente     | aí²to¹pai²         | aitúi                 |
| pescoço   | boí²to²pai²        | boúi, bo-úi           |
| peito     | bó²pai²            | iju-ú-i               |
| mão       | ó²pai¹             | uí                    |
| perna     | á²po¹pai¹          | ipu-u-í               |
| joelho    | aó²¹pai²           | jaús                  |
| pé        | áa²¹pai²           | apái                  |
| fígado    | i²bío¹pai¹         | ibijuí                |
| osso      | sá²ai¹             | ái                    |
| sangue    | i¹bíi²¹            | bê                    |
| veado     | baí²toi¹           | baitú                 |
| cobra     | ti²gaí²ti²         | chírai                |
| cachorro  | gió²pai¹           | dahauri               |
| onça      | baó¹goi²pai¹a²     | bohu-ija              |
| anta      | ká²ba²ti¹          | tabatí                |
| chifre    | sá²paì²i²          | apái                  |
| rabo      | i¹gá²toi²          | datúi                 |
| papagaio  | kaá²hai²ʔài¹       | kfi-a-i, kaa-i        |
| asa       | si²pó²ai²          | ipóa                  |
| ovo       | sí²toi²¹           | itúi                  |
| peixe     | tao²í¹ʔi²hi²ai²    | jaraki taui, kauerê   |
| piolho    | ti²hií²hi²         | tihyhí                |
| milho     | tí²haa²¹           | chihúi                |
| mandioca  | áo²hoi²            | isubais               |
| flor      | ii²¹ho²áó²bai²     | ijubá, ijubái         |
| folha     | pí¹                | itai                  |
| sol       | hí²si¹             | huisí, u-isí          |
| lua       | ká²hai¹ʔài²¹i²     | ka-ãnhê               |
| estrela   | po²goi³sái²        | kâ-nhê                |
| dia       | cí²¹bi²gáo²pi²     | huahyje               |
| noite     | á²ho¹ai²           | áhui                  |
| ano       | pí²hoi²¹hi²ai²     | piaihúissi            |
| chuva     | pí²                | pê                    |
| vento     | i²ó¹hoi¹           | eujhy’                |
| terra     | bí²gi¹             | birí                  |
| pedra     | á²ʔa¹ti²           | apúi                  |
| canoa     | á²ga²oa²ai²        | arauái                |
| arco      | ho¹ií²             | húi                   |
| flecha    | pó²ga²hai²         | káhai, ípai, jatorran |
| machado   | tái²¹si²           | taisy’, taisí         |
| banha     | sa²haí¹            | sahá                  |
| sal       | sí²gi¹hi²          | juriri                |
| fogo      | ho²aí²             | uái, wúai             |
| fumaça    | hoa¹ʔaí²¹          | wúai                  |
| cinza     | hoa²tíi¹           | wuatí                 |
| homem     | hí¹gi²hi¹          | kaií, kai-í           |
| mulher    | i²pói¹hi²          | karí                  |
| criança   | ti²o²áa²ʔai²       | uwaihy                |
| pai       | bái²¹ʔi² hí²gi²hi¹ | abái                  |
| mãe       | bái²¹ʔi² í²poi¹hi² | diaba                 |
| eu        | ti²ʔáa²ga²         | aúri                  |
| bom       | i²báa²ai¹          | baisí                 |
| frio      | a²gí¹ʔi²           | arí                   |
| verde     | á²hoa²sai²         | awys                  |
| preto     | o²paí¹ai¹ʔi¹       | miupái                |
| molhado   | í²hoa¹             | ihúis                 |
| comprido  | pí²ʔi²             | peissí, pe-issí       |
| longe     | káo²¹ʔaá²ga¹       | kái                   |
| perto     | í²gi¹ai²go¹        | irijhê                |

Comparação lexical (Rodrigues 1986):
| Português | Pirahã    | Múra     |
| --------- | --------- | -------- |
| cabeça    | ’apapai   | apai     |
| língua    | ’iipópai  | ipue     |
| olho      | kosí      | kuse     |
| orelha    | ’aooí     | apoe     |
| nariz     | ’itaoí    | tawi     |
| mão       | ’oái      | uwe      |
| pé        | ’aaí      | aai      |
| sangue    | biipai    | be       |
| ovo       | sitoí     | sitoe    |
| sol       | hisɨ      | huese    |
| lua       | kaháí’áii | kaha íai |
| água      | pii       | pe       |
| pedra     | ’a’ái     | ati      |
| anta      | kabatií   | kabatxi  |
| fumo      | tí’i      | txihĩ    |
| canoa     | ’agaoa    | arawa    |

### Comparações externas
Alguns paralelos lexicais entre o Pirahã e o Kwazá (Jolkesky 2016):
| Português      | Pirahã                 | Kwazá         |
| -------------- | ---------------------- | ------------- |
| 1.S            | ʧi                     | si            |
| 3.S            | hi ‘3.S.M’; ʔi ‘3.S.F’ | ĩ             |
| árvore/madeira | ʔii                    | hi ‘madeira’  |
| bom            | Mura baese/maaise      | wai-          |
| canoa          | arũái                  | eroha         |
| falar/boca     | ɡai ‘falar’            | ekãi ‘boca’   |
| morcego        | hoahoi                 | hoi           |
| olho/cabeça    | kosi ‘olho’            | kutɨ ‘cabeça’ |
| olho/semente   | ko                     | ko ‘semente’  |